# Ravenstonedale
Ravenstonedale är en by och en civil parish i Cumbria i England. Orten har 570 invånare (2001).